# Gustav Semsey de Semse
Gustav Semsey de Semse (14. května 1838 Levoča – 17. března 1909 Vídeň) byl rakousko-uherský admirál maďarského původu. U c. k. námořnictva sloužil od roku 1855 a absolvoval několik cest kolem světa. Později byl velitelem válečných lodí různého typu a několik let působil také v námořní administraci na ministerstvu války. V závěru kariéry byl ředitelem C. k. námořního archivu v Terstu (1889–1893) a v roce 1893 odešel do penze s hodností kontradmirála.

## Životopis

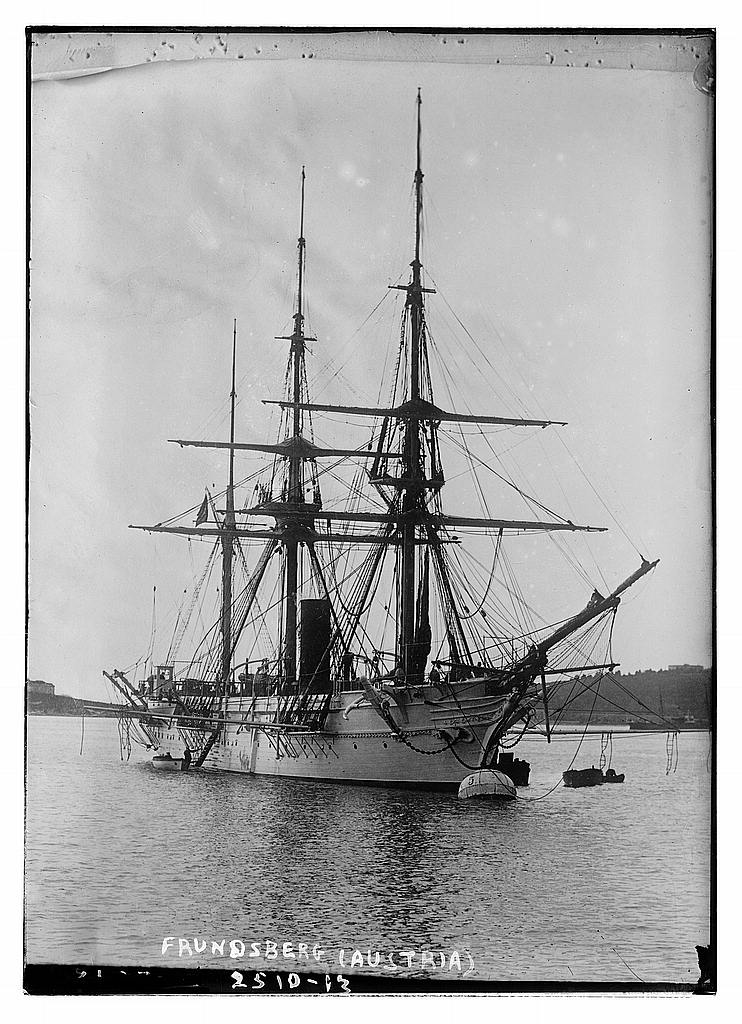
SMS Frundsberg, vlajková loď kapitána Semseye při cestě na Dálný východ (1885–1886)

Pocházel ze staré uherské šlechtické rodiny připomínané od 13. století, svůj původ odvozovali od názvu obce Šemša u Košic. Narodil se v Levoči jako třetí syn c. k. podplukovníka Emanuela Semseye (1803–1888), po matce Anně Dragollovichové byl vnukem c. k. generálmajora Johanna Dragolloviche. Po studiích na gymnáziu pokračoval na C. k. námořní akademii v Terstu a v roce 1855 vstoupil k námořní pěchotě. V letech 1857–1859 absolvoval dvouletou cestu kolem světa na fregatě SMS Novara pod velením kapitána Wüllerstorfa. V roce 1860 získal hodnost praporčíka a kromě služby na různých lodích působil také u arzenálu v Benátkách nebo u námořní základny v Pule.
V letech 1865–1867 na korvetě SMS Dandolo doprovázel císaře Maxmiliána do Mexika. Postupoval v hodnostech (poručík II. třídy 1866, poručík I. třídy 1868) a po návratu z Mexika byl přidělen jako pobočník k vojenské sekci námořní základny v Terstu (1869–1871). Další roky strávil jako první důstojník na menších plavidlech nebo u arzenálu v Pule a k datu 1. listopadu 1879 byl povýšen na korvetního kapitána. Na lodích SMS Habsburg a SMS Laudon byl šéfem štábu eskadry (1880–1881) a poté znovu krátce působil u arzenálu v Pule. V letech 1882–1885 byl přednostou II. odboru v námořní sekci na ministerstvu války ve Vídni a mezitím dosáhl hodnosti fregatního kapitána (1. května 1884).
Po návratu z Vídně sloužil znovu na moři, krátce byl velitelem obrněné lodi SMS Lussin (1885). Jako velitel korvety SMS Frundsberg absolvoval v letech 1885–1886 cestu na Dálný východ. Cesta vedla ze Středozemního moře Suezským průplavem přes Rudé moře k břehům Indie, kde kotvila v Kalkatě, Madrasu, Bombaji a na Cejlonu. Po návratu z Indie byl povýšen na kapitána řadové lodi (1. května 1886) s přidělením k námořní základně v Terstu (1886–1889), mezitím v létě 1887 krátce velel obrněné lodi SMS Tegetthoff. Na jaře 1888 byl velitelem císařské jachty SMS Greif, na které v Jaderském moři cestoval korunní princ Rudolf s manželkou Štěpánkou. Svou kariéru zakončil jako ředitel Centrálního námořního archivu v Terstu (1889–1893). K datu 1. května 1893 byl penzionován a při té příležitosti získal hodnost kontradmirála.
Ve výslužbě žil nejprve v Terstu, v roce 1894 se přestěhoval do Merana a nakonec se v roce 1900 usadil ve Vídni, kde také zemřel 17. března 1909 ve věku sedmdesáti let. Pohřben byl na vídeňském Centrálním hřbitově.
V roce 1868 se v Prešpurku oženil se svou sestřenicí Hermínou Dragollovichovou (1843–1921), dcerou c. k. generálmajora Johanna Dragolloviche (1807–1874). Z manželství se narodily čtyři děti, nejmladší z potomstva byl syn Albert Karl (1877–1936), který sloužil u c. k. námořnictva a za první světové války dosáhl hodnosti korvetního kapitána, později získal hodnost kontradmirála v Maďarsku.

## Řády a vyznamenání
Během služby u námořnictva získal několik ocenění v Rakousku-Uhersku i v zahraničí.

### Rakousko-Uhersko
- Válečná medaile (1873)
- Služební odznak pro důstojníky III. třídy (1879)
- Řád železné koruny III. třídy (1885)
- Vojenská záslužná medaile (1890)
- Jubilejní pamětní medaile (1898)
- Vojenský jubilejní kříž (1908)

### Zahraničí
- rytířský kříž Řádu Guadalupe (1866, Mexiko)
- Řád knížete Danila I. III. třídy (1882, Černá Hora)